# Stilobezzia intermedia
Stilobezzia intermedia är en tvåvingeart som beskrevs av Meillon 1939. Stilobezzia intermedia ingår i släktet Stilobezzia och familjen svidknott. Inga underarter finns listade i Catalogue of Life.